# Król (serial telewizyjny)
Król – polski serial kryminalny, w reżyserii Jana P. Matuszyńskiego na podstawie powieści Szczepana Twardocha pod tym samym tytułem, wyprodukowany na zlecenie Canal+. Jego premiera odbyła się 6 listopada 2020.

## Fabuła
Warszawa, rok 1937. W stolicy Polski wielkie wpływy ma żydowski gang dowodzony przez polskiego socjalistę – Jana „Kuma” Kaplicę. Powoli jednak liderem tej grupy staje się bokser – Jakub Szapiro, marzący o zastąpieniu „Kuma” i zostaniu królem Warszawy. Co gorsza miasto staje się areną licznych intryg oraz walk o władzę pomiędzy różnymi frakcjami politycznymi, co może zmienić oblicze całej II Rzeczypospolitej.

## Obsada
- Michał Żurawski jako Jakub Szapiro
- Arkadiusz Jakubik jako Jan „Kum” Kaplica
- Magdalena Boczarska jako Ryfka Kij
- Borys Szyc jako Janusz Radziwiłek
- Kacper Olszewski jako Mosze Bernsztajn
- Adam Bobik jako Bronisław Żwirski
- Andrzej Seweryn jako prokurator Jerzy Ziembiński
- Piotr Pacek jako Andrzej Ziembiński
- Lena Góra jako Anna Ziembińska
- Paweł Wolak jako Pantaleon Karpiński
- Barbara Jonak jako Stanisława Tabaczyńska
- Adam Ferency jako premier Felicjan Sławoj Składkowski
- Bartłomiej Topa jako Litwińczuk, sekretarz premiera Sławoja Składkowskiego
- Krzysztof Pieczyński jako pułkownik Adam Koc
- Andrzej Szeremeta jako marszałek Edward Śmigły-Rydz
- Aleksandra Pisula jako Emilia, partnerka Jakuba Szapiry
- Piotr Żurawski jako Moryc Szapiro, brat Jakuba
- Masza Wągrocka jako Zosia, narzeczona Moryca Szapiry
- Mikołaj Kubacki jako Edward Tiutczew „Eduardo”
- Andrzej Kłak jako Munja Weber, szofer „Kuma”
- Michał Kowalski jako komisarz Czerwiński
- Julia Lewenfisz jako Magda Aszer, dziewczyna Mosze Bernsztajna
- Janusz Gajos
- Anna Nehrebecka
- Jacek Braciak jako urzędnik Jad Waszem/Dawid syn Jakuba Szapiry
- Szczepan Twardoch jako kierownik sali
- Dawid Podsiadło jako kolega Emilii oraz jako piosenkarz u Glajszmitki

## Spis serii
| Seria | Seria | Odcinki | Premiera serii   | Finał serii     | Pora emisji   | Średnia oglądalność |
| ----- | ----- | ------- | ---------------- | --------------- | ------------- | ------------------- |
|       | 1.    | 1–8     | 6 listopada 2020 | 25 grudnia 2020 | piątek, 21:00 |                     |

## Zdjęcia i plenery
- Okres zdjęciowy trwał od kwietnia 2019 r. do 1 października 2019.
- Lokalizacje planu zdjęciowego: Warszawa (budynki Politechniki Warszawskiej, ul. Kozia, willa Gawrońskich w Al. Ujazdowskich 23, Hotel Polonia), Łódź (skrzyżowanie ulic Piotrkowskiej i Roosevelta, skrzyżowanie ulic Żeromskiego i Próchnika, synagoga Reicherów przy ul. Rewolucji 1905 roku 28, siedziba Akademii Muzycznej przy ul. Gdańskiej 32, teren przy zbiegu ulic Łagiewnickiej i Berlińskiego), Modlin, Konstancin-Jeziorna, Milanówek.

## Odniesienia do rzeczywistości
W fabule serialu przeplatają się zarówno postacie istniejące w rzeczywistości, jak i fikcyjne, jednak inspirowane prawdziwymi. Pierwszą grupę stanowią politycy z czasów II Rzeczypospolitej (głównie sanacyjni): premier Felicjan Sławoj Składkowski, marszałek Edward Śmigły-Rydz oraz pułkownik Adam Koc. Do drugiej można natomiast zaliczyć: Jana „Kuma” Kaplicę, którego pierwowzór stanowił Łukasz Siemiątkowski zwany „Tatą Tasiemką”; Janusz Radziwiłek, inspirowany osobą Józefa Łokietka (Judela Dana Łokcia); Pantaleon Karpiński, czyli Leon „Pantaleon” Karpiński oraz Ryfka Kij, czyli prawdopodobnie niejaka „Rum-Helka”. Główny bohater – Jakub Szapiro, inspirowany jest z kolei osobą przedwojennego boksera wagi muszej Szapsela Rotholca, mistrza Polski (1933) i brązowego medalisty mistrzostw Europy (Budapeszt 1934).